# تصميم

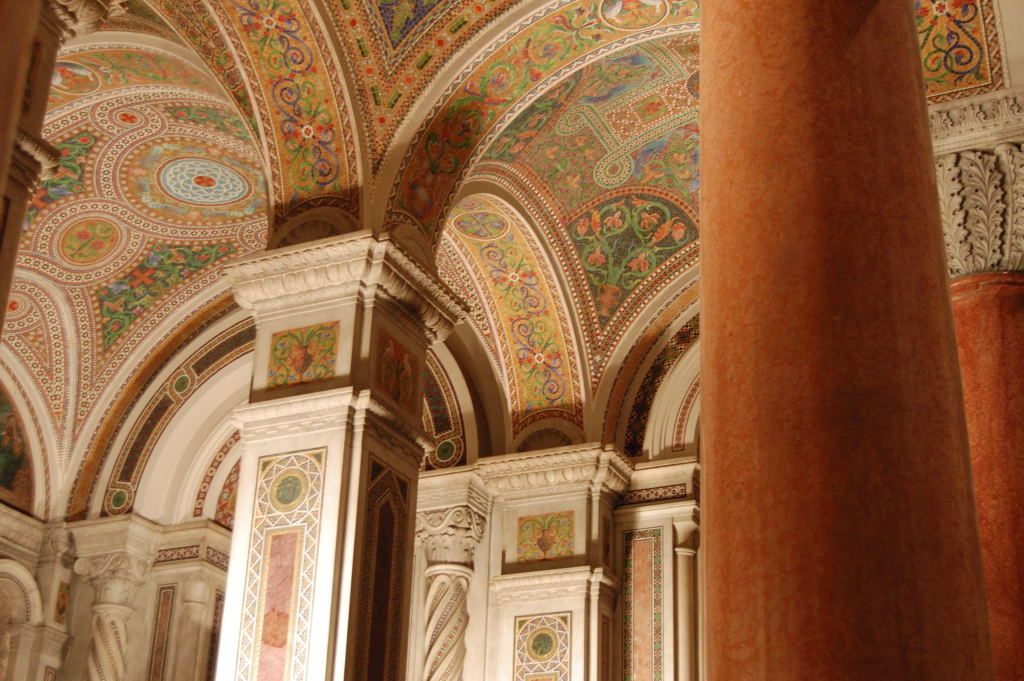
كنيسة جميع القديسين في كاتدرائية سانت لويس تصميم لويس كمفورت. هيكل البناء والزخرفة أمثلة على التصميم.

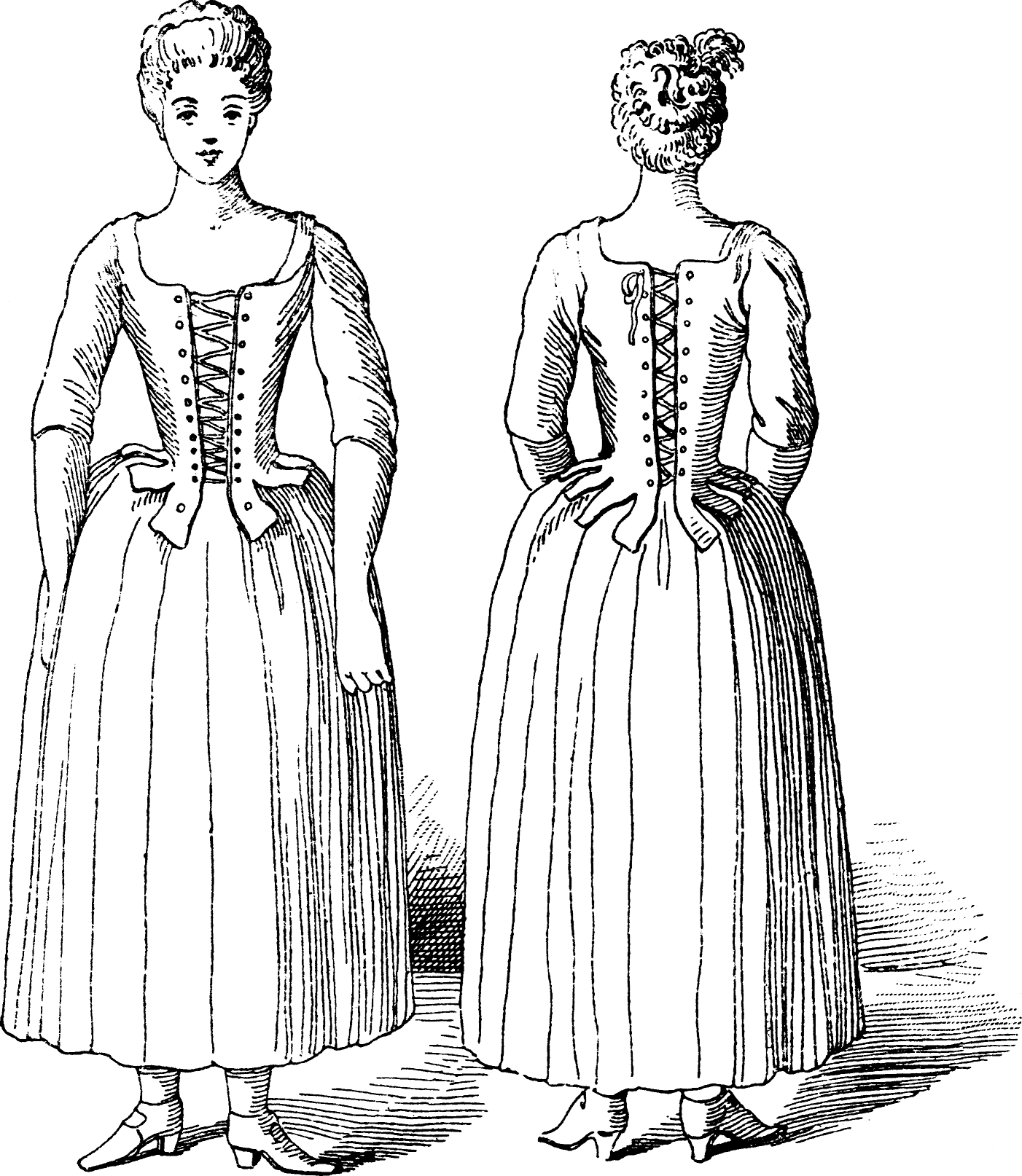
التصميم عند تطبيقه على الأزياء، يشمل النظر في علم الجمال، وكذلك الوظيفة في الشكل النهائي.

التصميم هو مخطط للعمل يضعه المدير أو صاحب الحكم أو صاحب العمل أو صاحب العلم ليسير ومن يعملون معه على هديه، والجمع: تصاميم. وهو عملية التكوين والابتكار، أي جمع عناصر من البيئة ووضعها في تكوين معين لإعطاء شيء له وظيفة أو مدلول والبعض يفرق بين التكوين والتصميم على أن التكوين جزء من عملية التصميم لأن التصميم يتدخل فيه الفكر الإنساني والخبرات الشخصية.
وأيضاً هو التخطيط الذي يرسي الأساس لصنع كل كائن أو نظام. يمكن أن يستخدم كاسم وفعل على حد سواء، وعلى نحو أوسع يعني الفنون التطبيقية والهندسة، «يصمم» كفعل، يشير إلى عملية إنشاء ووضع خطة لمنتج، هيكل تنظيمي، نظام، أو أي مكوّن ذو هدف.
«تصميم» كاسم يستخدم إما لخطة (الحل) النهائي (على سبيل المثال رسم، نموذج، وصف) أو نتيجة تنفيذ تلك الخطة في شكل المنتج النهائي من عملية التصميم. وبعيداً عن التصنيف، بأوسع معانيه لا وجود لأية قيود أخرى، فالمنتج النهائي يمكن أن يكون أي شيء من الجوارب والمجوهرات إلى واجهات المستخدم الرسومية، والرسوم البيانية، حتى الأفكار التخيليّة مثل الهوية المؤسسية والتقاليد الثقافية، مثل الاحتفال بأعياد معيّنه تكون مصممة في بعض الأحيان. وفي الآونة الأخيرة، العمليات (بشكل عام) كانت أيضاً تعامل على أنها من منتجات التصميم، مما أعطى معنى جديداً للمصطلح تصميم العمليات.
إن الشخص الذي يصمم يدعى مصمم، وهو أيضاً مصطلح يستخدم للأشخاص الذين يعملون مهنياً في أحد مجالات التصميم المختلفة، ويحدد عادةً مجال التخصص الذي يتعامل معه (مثل مصمم أزياء، مصمم أفكار أو مصمم على شبكة الإنترنت. إن التصميم غالباً ما يتطلب من المصمم أن ينظر إلى الجوانب الجمالية والوظيفية، والعديد من الجوانب الأخرى في الكائن أو العملية، وهي عادة ما تتطلب قدرا كبيرا من البحث، التفكير، النمذجة، التكيف التفاعلي، وإعادة التصميم.
ومن أهم الفنانين في مجال التصميم الفنان التشكيلي رأفت عدس الذي قام بعمل أكثر من 100000 لوحة ورسم وتصميم من الممكن أن تؤهله لدخول موسوعة جينيس للأرقام القياسية العالمية.
وتتميز تصميمات رأفت عدس بأنها من الممكن أن تستخدم في تنفيذ لوحة تشكيلية تجريدية أو زخرفية أو في أعمال التنفيذ الصناعي مثل تصميم أغلفة المجلات أو الكتب أو المنتجات أو الإعلانات أو في أعمال السجاد أو خزف أو الزخرفة الجدارية.
ويعتبر الفن العربي الإسلامي واحد من هذه الفنون وقد ظهرت عدة لوحات فنية كما في مساجد تركيا وبغداد وغيرها.

## التصميم كعملية
ومع مثل هذا التعريف الواسع، ليس هناك أي لغة عالمية أو مؤسسة لتوحيد المصممين في جميع التخصصات، وهذا يسمح لكثير من الفلسفات المتباينة والنهج إلى هذا الموضوع. ومع ذلك، دراسة جادة تتعلق بالتصميم طالبت بزيادة التركيز على عملية التصميم.

## فروع التصميم
- تصميم فني
- تصميم معماري
- تصميم داخلي عمارة داخلية
- تصميم صفحات ويب
- تصميم هندسي
- تصميم برامج
- تصميم نظم معلومات
- تصميم تنسيق مواقع
- تصميم جرافيك
- تصميم الازياء